# Luis Basterra
Luis Eugenio Basterra (Resistencia, 14 de octubre de 1958) es un político e ingeniero agrónomo argentino. Desde el 10 de diciembre de 2023 es diputado nacional por la Provincia de Formosa, siendo este su tercer mandato. Desde el 10 de diciembre de 2019 hasta el 20 de septiembre de 2021, ocupó el cargo de ministro de Agricultura del Nación, designado por el presidente Alberto Fernández.

## Biografía

### Formación académica
Basterra nació en Resistencia, Chaco, en 1958. En 1988 egresó como Ingeniero Agrónomo de la Facultad de Ciencias Agrarias de la Universidad Nacional del Nordeste. Siendo estudiante, trabajó como traductor del inglés al castellano de Reuters para la Dirección de Programación Económica de la Casa de Gobierno de Chaco. Posteriormente comenzó además a traducir la publicación internacional Cotton Outlook para la Unión de Cooperativas Agrícolas Algodoneras Ltda.
En 1989 comenzó un boletín para el sector algodonero a partir de un convenio del Instituto Interamericano de Cooperación para la Agricultura (IICA) con la Secretaría de Agricultura de la Nación. Paralelamente, empezó a trabajar como asesor del Ministerio de Asuntos Agropecuarios de Formosa y, con un grupo de amigos, armó un pequeño pool para producir algodón y melones en Formosa. Y bridó asesoramiento a proyectos acuícolas.

### Carrera como funcionario público
Entre 1996 y 2000 fue Subsecretario de Empleo del Ministerio de Economía, Obras y Servicios Públicos de Formosa. Desde allí pasó a ocupar el cargo de Subsecretario de Comercio e Inversiones dentro del mismo ministerio.
En diciembre de 2003 asumió como Ministro de la Producción de la Provincia de Formosa, bajo la gobernación de Gildo Insfrán; ocupó este cargo hasta octubre de 2009.
En 2009 fue presidente del Consejo Federal del Medio ambiente (COFEMA) y dos años más tarde ocupó la vicepresidencia del Instituto Nacional de Tecnología Agropecuaria (INTA).Durante esta etapa se abrieron 5 nuevas estaciones experimentales del Inta.
En 2011 ingresó por primera vez al Congreso Nacional.
Entre el 13 de octubre de 2009 y diciembre de 2011 se desempeñó como vicepresidente del Instituto Nacional de Tecnología Agropecuaria (INTA). A partir del 2013 ha expandido su área de investigación, innovando en el diseño de maquinaria agrícola.

### Diputado Nacional (2011-2019)
Entre 2011 y 2019 fue Diputado Nacional por la Provincia de Formosa. Durante su mandato ocupó la presidencia de la Comisión de Agricultura y Ganadería de la cámara baja.
Entre los proyectos que presentó se encuentran: la promoción del uso de fertilizantes, el control de los fitosanitarios usados en cultivos, promoción de la producción de alimentos orgánicos y la creación del área marina protegida Namuncurá-Banco Burdwood. Durante su paso por el Congreso logró la media sanción de importantes proyectos de ley como la desgravación por el uso de fertilizantes, la promoción de producción frutas, algodón y productos orgánicos. También impulsó proyectos para modificar la ley de warrants y crear un banco de germoplasma. Logró además  dictámenes favorables para los proyectos de ley  vinculados a yerba mate, biocombustibles, fondos para el algodón, prevención del HLB, promoción de la ganadería bovina en zonas áridas y el fomento de la producción de los búfalos de agua. En 2014 cuatro proyectos de Basterra se transformaron en ley: el fomento de la stevia, una modificación de la ley Ovina para incluir la producción de camélidos sudamericanos –guanaco y llama– y la creación de dos áreas marinas.
Ya como diputado opositor (2015-2019), Luis Basterra presentó una modificación a la Ley de Warrants para ampliar el alcance de los créditos y se utilicen para productos de cualquier origen, naturaleza y estado, incluyendo especies vivas, entre otros puntos. Y otra ley para crear un Banco Nacional de Recursos Genéticos, para conservar los recursos fitogenéticos y semillas a largo plazo.

### Ministro de Agricultura (2019 - 2021)
Fue elegido por el presidente electo Alberto Fernandéz para ser Ministro de Agricultura, siendo el segundo formoseño en tomar el cargo desde Ricardo Buryaile. Asumió el cargo el 10 de diciembre de 2019. Su llegada al ministerio fue respaldada por la Federación Agraria Argentina que celebró la elección expresando en un comunicado que "la envergadura de la agricultura en la Argentina merece un rango ministerial. Y aparentemente para esta cartera está firme Luis Basterra, que es una persona con la que tenemos llegada y sabemos que entiende cuál es la situación de las economías regionales". Como ministro llevó adelante la creación de una Dirección Nacional de Agroecología y amplió los fondos para acondicionar los caminos rurales El año 2022 finalizó con una producción de 11.557,4 millones de litros de leche, lo que implica un crecimiento respecto a 2021 y el segundo año con mayor producción desde 2015.
El 14 de diciembre de 2019 dispuso, mediante el decreto 37/2019, dejar sin efecto el sistema de retenciones a los granos impuesto por el gobierno de Macri, que se componía de un porcentaje fijo más un adicional de "4 pesos por dólar exportado o 12%", con el nuevo esquema implementado por Basterra el 74% de los productores recibia compensaciones, mientras que el 26% restante unos 14.000 exportadores de soja estarán alcanzados por la suba del 3% de las retenciones. La disposición del Ministerio estableció una baja de retenciones para los productores de menos de 100 toneladas anuales, dividiendo las escalas de 301 a 400, de 28% etc; menores al 30 por ciento general que se pagaba en diciembre de 2019 sin segmentación entre grandes productores y pequeños.
Al mismo tiempo se bajo el monto de las retenciones para los pequeños productores, cooperativas y quienes están lejos del puerto, y desde el Ministerio se dispuso mecanismos de devolución mediante compensaciones.la reducción a 0 de las retenciones para 348 productos agrícolas que tienen un proceso de industrialización para las exportaciones. El objetivo es incrementar las ventas al exterior. En 2020 logro constituir y lanzar el primer mercado digital porcino.
Las retenciones se sostuvieron para maíz y el trigo en 12 %; el girasol se bajó al 7 y el arroz y el algodón al 5 con compensaciones para los pequeños y medianos productores.
Respecto a la cerealera Vicentin, Basterra declaró que no participó de la reunión y pidió investigar a la empresa. Durante los primeros meses de gestión, en lo que fue el primer trimestre de 2020, hubo un incremento del 8,8% en la producción de lácteos y derivados tras varios años de caídas continuas, y el consumo de carne aviar alcanzó su máximo histórico. La faena de aves de corral creció un 6 % en el primer cuatrimestre del 2020, la producción avícola un 7,5%, y las exportaciones del sector un 9%-
El incremento de la exportación de carne vacuna representó el 24% de la producción, la mayor participación desde 1995, mientras que el consumo de carne vacuna creció un 3 por ciento y las exportaciones un 9.6 por ciento y un crecimiento de 8,7% anual en la faena de carnes. Para mediados de año las exportaciones de carne argentina habían aumentado un 17 por ciento. Paralelamente hubo aumento en las exportaciones de frutas desde la Patagonia, principalmente manzanas, duraznos y frutas de carozo Durante su primer año hubo una baja de las exportaciones agrícolas. Mientras que en 2021 se alcanzó un récord del desempeño exportador del sector granario y agroindustrial con ingresos extra de USD 12.561 millones, un salto de 47,5%, inédito en las últimas décadas.